# Indobatis ori
Anacanthobatis ori es una especie de raya de la familia Anacanthobatidae. Se encuentra en Madagascar y Mozambique. Su hábitat natural son los mares abiertos. Se desconoce su estado de conservación.